# Östersjökvartsporfyr
Östersjökvartsporfyr är röda och bruna kvartsporfyrer, med strökorn av röd eller brun fältspat och mörk, nästan svart kvarts. Man särskiljer röd och brun porfyr.
Dessa bergarter var ledblock för baltisk transportriktning inom det nedisade området och har stor utbredning. Sådana har hittats i Ryssland ytterst vid Smolensk och Minsk, i Polen, i Tyskland längs hela nedisningens gräns och västerut i Nederländerna och östra England. Klyftorten för dessa bergarter måste förläggas till ett ställe, som nu är täckt av Östersjön, mellan Åland, Gotland och Finska vikens mynning.